# Jazzin' the Blues
Jazzin' the Blues è il diciannovesimo album di Edgar Winter, pubblicato dall'etichetta SPV Records nell'agosto del 2004 e prodotto da Edgar Winter.
In questo disco Edgar Winter rifà suoi vecchi e più conosciuti brani in chiave jazzistica.

## Tracce
1. Jazzin' the Blues – 6:07
2. Free Ride (Smooth) – 5:03
3. God Did It – 4:47
4. New Man – 5:41
5. More Than Enough (Alien Blues) – 3:55
6. Brother Luke – 3:56
7. Hunk O'Da Funk – 3:25
8. Big Bad Bottom – 4:50
9. Here's 2 Guitars – 5:54
10. Keys to the Kingdom – 8:20
11. Frankenstein (Frankie Swing) – 9:42

## Musicisti
- Edgar Winter - voce, sassofono, organo (brano : "Jazzin' The Blues")
- Edgar Winter - voce, e tutti gli altri strumenti (brano : "Free Ride")
- Edgar Winter - voce, organo (brano : "New Man")
- Edgar Winter - voce, pianoforte (brano : "More Than Enough")
- Edgar Winter - sassofono, tastiere (brano : "Brother Luke")
- Edgar Winter - voce, organo, horns (brano : "Hunk O'Da Funk")
- Edgar Winter - voce, sassofono, tastiere (brano : "Big Bad Bottom")
- Edgar Winter - tastiere (brano : "Here's 2 Guitars")
- Edgar Winter - voce, tastiere (brano : "Keys To The Kingdom")
- Edgar Winter - voce, tastiere (brano : "Frankenstein (Frankie Swings)")
- Hiram Bullock - chitarra (brano : "Jazzin' The Blues")
- Hiram Bullock - chitarra (brano : "God Did It")
- Hiram Bullock - chitarra (brano : "New Man")
- Hiram Bullock - chitarra (brano : "More Than Enough")
- Hiram Bullock - chitarra (brano : "Keys To The Kingdom")
- Hiram Bullock - chitarra (brano : "Frankenstein (Frankie Swings)")
- Doug Rappoport - chitarra (brano : "Free Ride (Smooth)")
- Steve Lukather - chitarra (brano : "Brother Luke")
- Michael Hakes - chitarra (brano : "Big Bad Bottom")
- Michael Hakes - chitarra acustica (brano : "Here's 2 Guitars")
- Robben Ford - chitarra elettrica (brano : "Here's 2 Guitars")
- Lee Thornburg - tromba (brano : "Jazzin' The Blues")
- Lee Thornburg - tromba (brano : "Brother Luke")
- Lee Thornburg - tromba (brano : "Big Bad Bottom")
- Will Lee - basso (brano : "More Than Enough")
- Will Lee - basso (brano : "Keys To The Kingdom")
- Tom Lilly - basso (brano : "Brother Luke")
- Mark Meadows - basso (brano : "Hunk O'Da Funk")
- Mark Meadows - basso (brano : "Here's 2 Guitars")
- Chris Frazier - batteria (brano : "Jazzin' The Blues")
- Chris Frazier - batteria (brano : "Big Bad Bottom")
- Chris Frazier - batteria (brano : "Here's 2 Guitars")
- Chris Frazier - batteria (brano : "Keys To The Kingdom")
- Rick Latham - batteria (brano : "God Did It")
- Rick Latham - batteria (brano : "New Man")
- Rick Latham - batteria (brano : "More Than Enough")
- Rick Latham - batteria (brano : "Hunk O'Da Funk")
- Greg Bissonette - batteria (brano : "Brother Luke")
- Greg Bissonette - batteria (brano : "Frankenstein (Frankie Swing)")
- Brad Dutz - percussioni (brano : "Here's 2 Guitars")